# Ciclobendazole
Ciclobendazole là một thuốc trị giun.